# 平川舞弥
平川 舞弥（ひらかわ まや、1990年3月20日 - ）は、日本のタレント、女優である。福岡県出身。

## 略歴
「ミスマガジン2009」でベスト16に選ばれた。2010年、舞台『アリスイン デッドリースクール』に出演した。そのほか、テレビ番組『恋するビリボー&コスプレ大作戦!』などに出演している。 2010年4月末までTTPに所属し、同年5月頃にホワイトプロモーションへ移籍。2012年4月にグラビアアイドルを引退、所属事務所を退社。同年11月にユーキース・エンタテインメントへ移籍。2014年11月26日、自身のブログにて所属事務所の離籍を発表。現在フリー。

## 人物
特技は、絵を描くこと（水彩画）、メイクをすること（メイク学校）。少し天然キャラである。

## 出演作品

### TV
- 解禁!暴露ナイト（2013年2月 - 、テレビ東京）※ピーガールズ

### 舞台
- 「喀血!!銀玉高校応援団〜凄春☆番外篇〜」（2009年、エアースタジオ）
- 劇団女神座 第5回公演「ももいろナースステーション」（2009年、千本桜ホール）- 主演
- アリスインプロジェクト「アリスインデッドリースクール」（2010年、六行会ホール） - 村崎静香 役
- 漂流劇（2011年、エアースタジオ）
- THE東京ピチピチBOYS 第16回公演「バック・トゥ・ザ 三億円事件!」（2011年、北沢タウンホール）
- 「プレイス 特別版〜海の家借りちゃいました〜」（2011年、アクアスタジオ）
- 下北発女の子演劇集団 Angeiil「Angeiil -なchuっ♡-」（2012年、ウッディシアター中目黒）
- 演劇ユニットMOSH番外公演「extra ベスコレ!」（2012年、スタジオサイロ）
- “STRAYDOG”Produce「悲しき天使」（2013年11月）

### イメージDVD
- First Natural（2010年2月26日、グラッソ）
- 夢想華（2010年5月28日、スパイスビジュアル）